# Martensinus micronetiformis
Martensinus micronetiformis là một loài nhện trong họ Linyphiidae.
Loài này thuộc chi Martensinus. Martensinus micronetiformis được Jörg Wunderlich miêu tả năm 1973.